# Idiocracy
Idiocracy is een Amerikaanse filmkomedie uit 2006 geschreven en geregisseerd door Mike Judge.

## Verhaal
Joe Bauers (Luke Wilson), een gemiddelde Amerikaanse burger, wordt bij een geheim overheidsproject als proefkonijn gebruikt door hem kunstmatig in slaap te houden en hem een jaar later wakker te laten worden. Door een menselijke fout wordt het overheidsproject echter opgeheven en wordt Bauers 500 jaar later in het jaar 2505 wakker. De mensen blijken dusdanig dom te zijn geworden dat Bauers met gemak de slimste persoon ter wereld is. Dit komt doordat alleen de domme en simpele mensen zich hebben voortgeplant. De intelligente personen hielden zich liever bezig met hun carrière. De gemiddelde intelligentie is daardoor drastisch gedaald. Hij weet een tijd uit handen van de autoriteiten te blijven, maar uiteindelijk wordt hij als onbekende vreemdeling gevangengezet en krijgt hij, zoals gebruikelijk in het jaar 2505, een barcode-tatoeage ter identificatie en de naam Not Sure. Na een intelligentietest wordt hij uitgenodigd om minister van binnenlandse zaken te worden. Een van de problemen die hij moet gaan aanpakken zijn de misoogsten. Hij ontdekt dat de planten geen water krijgen, maar frisdrank die gemaakt wordt door een machtig bedrijf. Hij stelt voor om de planten voortaan uitsluitend water te geven. Hierdoor gaat het slechter met het bedrijf en er breekt opstand onder de bevolking uit omdat er werkloosheid ontstaat en de planten nog steeds niet willen groeien. De regering stelt Joe verantwoordelijk en zet hem weer gevangen. In een arena moet hij zich verdedigen tegen twee zwaarbewapende monstertrucks en een gestoorde vlammenwerper. Aan het gevecht komt een eind als Joe's vriend beelden van groeiende plantjes op beeldschermen in de arena uitzendt.

## Geschiedenis
De oorspronkelijke titel was Uh-Merica en later 3001 (hoewel het altijd al bekend was dat deze namen werktitels waren). De film werd in maart 2005 aan een testpubliek getoond. Er gingen geruchten dat de reacties toen zeer negatief waren. Het uitbrengen van de film werd nog verder vertraagd, waarschijnlijk door een civiele rechtszaak omdat verschillende bedrijven (onder de getoonde bedrijven zijn Costco, Starbucks, en Fuddruckers) niet blij waren met de wijze waarop er de spot met hen gedreven wordt. De première vond uiteindelijk plaats op 1 september 2006 in de Verenigde Staten. De film werd slechts in enkele bioscopen getoond zonder enige promotie van 20th Century Fox. 

## Rolverdeling
- Luke Wilson - Joe Bauers
- Maya Rudolph - Rita
- Dax Shepard - Frito
- Terry Crews - President Camacho
- Justin Long - Dokter
- Stephen Root - Judge Hank 'The Hangman'
- Thomas Haden Church - CEO Brawndo